# Hagerman (Idaho)
Hagerman è una città degli Stati Uniti d'America, situata nello Stato dell'Idaho e in particolare nella Contea di Gooding.